# Bella y los Bulldogs
Bella and the Bulldogs (Bella y los Bulldogs en español) es una sitcom creada por Jonathan Butler y Gabriel Garza y transmitida en Nickelodeon. Se estrenó en los Estados Unidos el 17 de enero de 2015. En Latinoamérica se estrenó el 16 de abril de 2015, mientras que en España se estrenó el 26 de junio de 2015.
La serie sigue a la animadora Bella cuya vida toma un giro inesperado cuando ella se convierte en el nuevo quarterback del equipo de su escuela, los Bulldogs.
El 4 de marzo de 2015, Nickelodeon aumentó el número de episodios de la primera temporada, y renovó al show para una segunda temporada.
La segunda temporada se estrenó el 30 de septiembre de 2015.
El 27 de junio de 2016, dos días después del último episodio de la segunda temporada, se confirmó su cancelación debido a su baja audiencia.

## Sinopsis
Una estudiante de secundaria llamada Bella Dawson (Brec Bassinger), quiere entrar en el equipo de fútbol americano. Ella se destaca muy bien no sólo siendo una gran porrista para el equipo, sino que también como quarterback de su equipo de fútbol americano. Ella toma la posición de Troy (Coy Stewart), que se enoja al perderlo. Sus compañeros de equipo Sawyer (Jackie Radinsky) y Newt (Buddy Handleson) hacen lo que pueden para tratar de conseguir que ella se dé por vencida, pero ella no se rinde tan fácilmente. Mientras que el atleta estrella muestra su dureza en el campo, Bella no quiere perder a sus dos mejores amigas del equipo de porristas, Sophie (Lilimar), que asesora a Bella en todo lo relacionado con los niños ya que tiene 9 hermanos y Pepper (Haley Tju) una chica excesivamente entusiasta y sin sentido, las tres hacen un equipo perfecto.

## Personajes

### Personajes principales
- Brec Bassinger como Bella Dawson, una chica de 14-15 años (temporadas 1-2) que sueña en ser la primera mujer quarterback de fútbol americano en su escuela secundaria "Silverado West". Al principio es la líder del grupo de porrista de la secundaria pero todo cambia cuando un quarterback de equipo contrario tira el balón por accidente a la porrista Bella Dawnson, que enfurecida tira con fuerza el balón dándole al jugador en la entrepierna, después de esto el entrenador de los BullDogs ve algo especial en Bella y la quiere dentro del equipo, pero a Troy, quarterback de los BullDogs (Coy Stewart) no le agrada la entrada de Bella al grupo. Pero Bella siempre lucha y trata de que los chicos la acepten en el grupo en especial Troy (Coy Stewart), es una chica fuerte, ágil y luchadora con carácter que siempre consigue lo que se propone. Es mejor amiga de Sophie y Pepper con las que disfrutaba de ser porrista, pero aun así Bella siempre busca la manera de no apartarse de ellas y de estar siempre juntas. Además de pertenecer al equipo de fútbol americano y pasar tiempo con Sophie y Pepper, ha tenido uno de tantos novios como Kyle (temporada 1), Bella y Kyle se conocieron cuando eran pequeños, desde entonces está enamorada de él, pero Bella siempre tuvo que lidiar por ese amor por Charlotte Newman, chica también interesada en Kyle. A Bella no le agrada Charlotte Newman pero el amor llega cuando Kyle y Bella van juntos a un baile organizado por la escuela secundaria, "Silverado West", pero todo termina cuando Kyle debe mudarse con su familia.
- Coy Stewart como Troy Dixon, un chico soverbio, orgulloso que lo único que le importa es él mismo, tiene 15-16 años (temporadas 1-2), es el quarterback de los BullDogs, hasta que llega Bella y ocupa su lugar. Al Principio no le agrada que Bella este en el equipo pero poco a poco la acepta , tiene dos mejores amigos Sawyer y Newt con los que juntos son los más importantes en los BullDogs después de Bella, ama que le digan "El Troy". Tiene un hermano pequeño de 9 años y un padre que se encuentra en el ejército. Fue novio de Charlotte Newman, pero todo acaba cuando Bella descubre que Charlotte solo salía con Troy para darle celo a su exnovio.
- Jackie Radinsky como Sawyer Huggins, un chico amigable, honesto y bueno de 15-16 años (temporadas 1-2), Sawyer creció en la granja, lo cual explica su forma de vestir vaquera. Es mejor amigo de Troy, y novia de Pepper pero cuando Sawyer y Pepper se dan cuenta de que la relación no funciona, todo acaba. Ama a los animales y también es parte del equipo de fútbol americano los BullDogs.

- Buddy Handleson como Newt Van Der Rohe, el mejor amigo de Troy y Sawyer, tiene 13-14 años (temporadas 1-2) y es hijo de padres divorciados. Es bajo por lo tanto no lo meten mucho al campo de fútbol americano; además de ser torpe, estando siempre sentado en la banca. Es un chico amable, soñador y entusiasta enamorado de Sophie hasta, que al entrar a 9° grado cambia de parecer y mantiene un noviazgo con una chica.

- Lilimar Hernández  como Sophie De La Rosa, amiga de Bella y Pepper y junto a Pepper pertenece al equipo de porrista de la escuela Secundaria "Silverado West". Es una chica astuta, segura y con carácter de 14-15 años (temporadas 1-2) sabe karate por lo que no temerá en defenderse. Sophie tiene 9 hermanos siendo ella la única chica de la familia junto a su mamá y abuela, puede hablar bien el español y es de origen mexicano.

- Haley Tju como Pepper Silverstein, amiga de Bella y Sophie y es parte de equipo de porrista de la escuela secundaria "Silverado West". Tiene 13-14 años (temporadas 1-2), es una chica de buenos modales, y buena pero insegura e indecisa en otros aspectos, es adoptada por una pareja de esposos e hija única hasta que su madre tuvo un bebé varón en la temporada 2. Tuvo una relación con Sawyer pero Pepper vio que su relación no funcionaba,así que deciden terminar.
- Rio Mangini como Ace McFumbles, tiene 12-13 años (temporadas 1-2) y es el periodista de la escuela secundaria "Silverado West" y el reportero de anotaciones y porcentajes de los BullDogs. Es un niño metiche que trata la manera de sacar noticias para publicar en el periódico escolar.[3]

### Personajes recurrentes
- Annie Tedesco como Carrie Dawson.[4]
- Dorien Wilson como El Entrenador Russell.[5]
- Jovan Armand como Ricky De la Rosa.
- Nick Álvarez como Luis De la Rosa.
- Kalama Epstein cómo Kyle.[6]
- Joelle Better como Bella Pequeña.
- Johnnie Ladd como Charlotte Newman.
- Janisse Ciurliza como Kate.

## Episodios
| Temporada | Temporada | Episodios | Estados Unidos           | Estados Unidos      | Latinoamérica       | Latinoamérica         | España              | España                  |
| Temporada | Temporada | Episodios | Comienzo                 | Final               | Comienzo            | Final                 | Comienzo            | Final                   |
| --------- | --------- | --------- | ------------------------ | ------------------- | ------------------- | --------------------- | ------------------- | ----------------------- |
|           | 1         | 20        | 17 de enero de 2015      | 30 de mayo de 2015  | 16 de abril de 2015 | 22 de octubre de 2015 | 26 de junio de 2015 | 22 de diciembre de 2015 |
|           | 2         | 20        | 30 de septiembre de 2015 | 25 de junio de 2016 | 14 de abril de 2016 | 12 de agosto de 2016  | 16 de julio de 2016 | 23 de diciembre de 2016 |

## Desarrollo
Durante para las novedades de Nickelodeon para la temporada 2014-15, el canal confirmó tres nuevas series de acción real llamadas Henry Danger, Nicky, Ricky, Dicky & Dawn, y Bella y los Bulldogs.
Nickelodeon dio luz verde a 12 episodios en una temporada para Bella and the Bulldogs.
Nickelodeon confirmó el 17 de diciembre de 2014, que el estreno de la serie sería el 17 de enero de 2015, con un especial de una hora.
El 4 de marzo de 2015, Nickelodeon aumentó el número de episodios de la temporada 1, y renovó al show para una temporada 2, anunciando también la renovación de la temporada 3 de The Thundermans.

## Recepción
Bella and the Bulldogs obtuvo durante los 60 minutos de estreno el 17 de enero de 2015, un total de 2.52 millones de espectadores, siendo el programa infantil más visto de ese día. El segundo episodio llamado "That's Some Gossip, Girl", obtuvo un total de 1.84 millones de espectadores. El show hasta el momento mantiene 2 millones de espectadores por episodio. En la segunda temporada la serie perdió bastante índice de audiencia como para continuar ya que en el episodio Rompiendo un viejo Récord obtuvo 0.90.